# Los Angeles Film Critics Association Awards/Beste Hauptdarstellerin

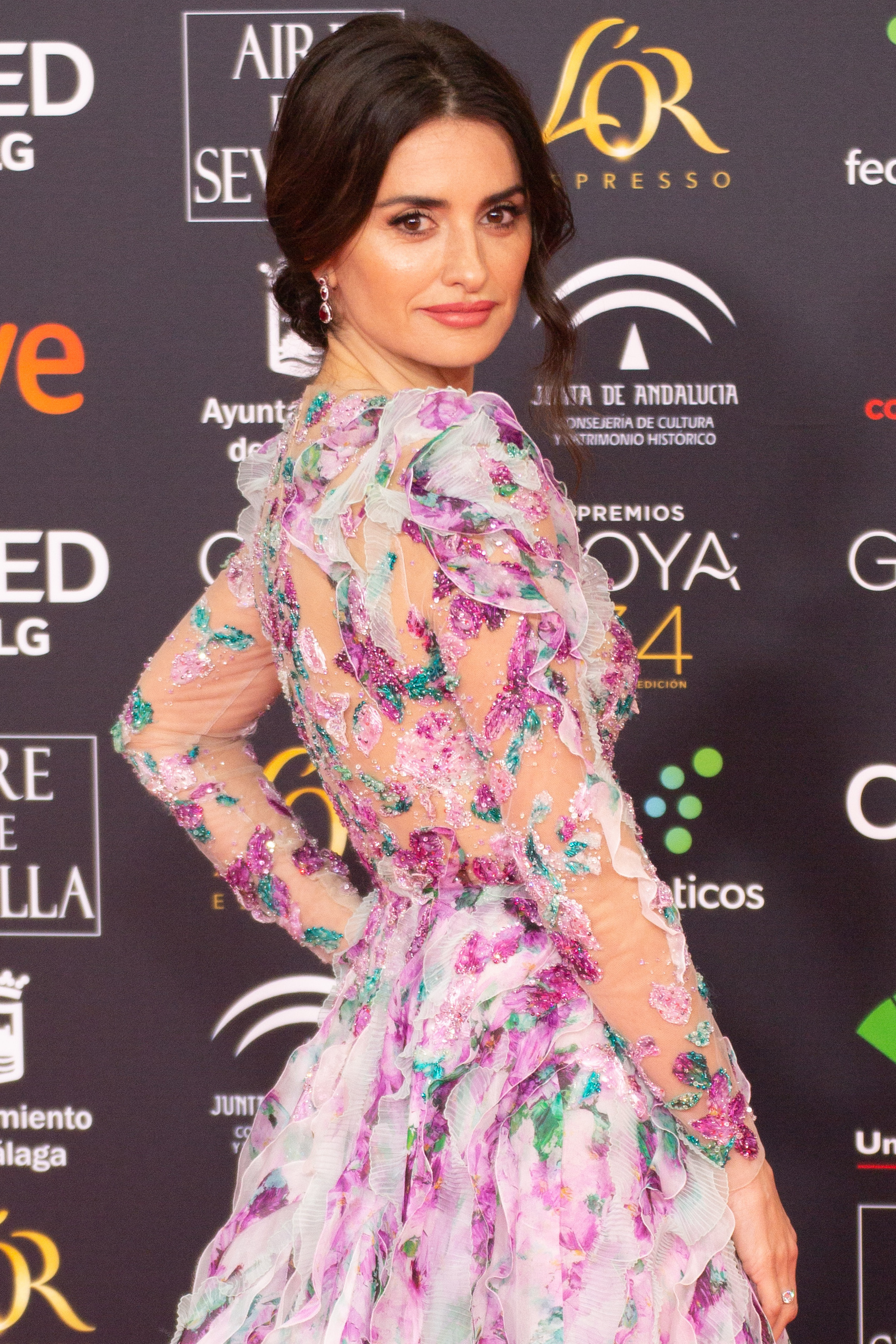
Letzte Preisträgerin 2021: Penélope Cruz (Parallele Mütter)

Der Los Angeles Film Critics Association Award in der Kategorie Beste Hauptdarstellerin (Best Actress) wurde von 1975 bis 2021 verliehen. Seit 2022 ersetzen zwei genderneutrale Preise die ehemals vier Darstellerkategorien, darunter jener für die Beste Hauptrolle.
Am erfolgreichsten in dieser Kategorie war die US-amerikanische Schauspielerin Meryl Streep, die den Preis dreimal gewinnen konnte. 15-mal gelang es der Filmkritikervereinigung, vorab die Oscar-Gewinnerin zu präsentieren, zuletzt 2018 geschehen, mit der Preisvergabe an die Britin Olivia Colman (The Favourite – Intrigen und Irrsinn).

## Preisträgerinnen
Anmerkungen: In manchen Jahren gab es ein ex-aequo-Ergebnis und somit zwei Gewinnerinnen. Seit 2004 werden auch zweitplatzierte Schauspielerinnen von der LAFCA-Jury bekannt gegeben.
| Jahr | Preisträgerin        | Film                                          | Deutscher Titel                                                                   |
| ---- | -------------------- | --------------------------------------------- | --------------------------------------------------------------------------------- |
| 1975 | Florinda Bolkan      | Una breve vacanza                             | Ein kurzer Urlaub                                                                 |
| 1976 | Liv Ullmann          | Ansikte mot ansikte                           | Von Angesicht zu Angesicht                                                        |
| 1977 | Shelley Duvall       | 3 Women                                       | Drei Frauen                                                                       |
| 1978 | Jane Fonda ¹         | Coming Home Comes a Horseman California Suite | Coming Home – Sie kehren heim Eine Farm in Montana Das verrückte California-Hotel |
| 1979 | Sally Field ¹        | Norma Rae                                     | Norma Rae – Eine Frau steht ihren Mann                                            |
| 1980 | Sissy Spacek ¹       | Coal Miner's Daughter                         | Nashville Lady                                                                    |
| 1981 | Meryl Streep         | The French Lieutenant’s Woman                 | Die Geliebte des französischen Leutnants                                          |
| 1982 | Meryl Streep ¹       | Sophie’s Choice                               | Sophies Entscheidung                                                              |
| 1983 | Shirley MacLaine ¹   | Terms of Endearment                           | Zeit der Zärtlichkeit                                                             |
| 1984 | Kathleen Turner      | Crimes of Passion Romancing the Stone         | China Blue bei Tag und Nacht Auf der Jagd nach dem grünen Diamanten               |
| 1985 | Meryl Streep         | Out of Africa                                 | Jenseits von Afrika                                                               |
| 1986 | Sandrine Bonnaire    | Sans toit ni loi                              | Vogelfrei                                                                         |
| 1987 | Holly Hunter         | Broadcast News                                | Nachrichtenfieber – Broadcast News                                                |
| 1987 | Sally Kirkland       | Anna                                          | Anna… Exil New York                                                               |
| 1988 | Christine Lahti      | Running on Empty                              | Die Flucht ins Ungewisse                                                          |
| 1989 | Andie MacDowell      | Sex, Lies, and Videotape                      | Sex, Lügen und Video                                                              |
| 1989 | Michelle Pfeiffer    | The Fabulous Baker Boys                       | Die fabelhaften Baker Boys                                                        |
| 1990 | Anjelica Huston      | The Grifters The Witches                      | Grifters Hexen hexen                                                              |
| 1991 | Mercedes Ruehl ²     | The Fisher King                               | König der Fischer                                                                 |
| 1992 | Emma Thompson ¹      | Howards End                                   | Wiedersehen in Howards End                                                        |
| 1993 | Holly Hunter ¹       | The Piano                                     | Das Piano                                                                         |
| 1994 | Jessica Lange ¹      | Blue Sky                                      | Operation Blue Sky                                                                |
| 1995 | Elisabeth Shue       | Leaving Las Vegas                             | Leaving Las Vegas                                                                 |
| 1996 | Brenda Blethyn       | Secrets & Lies                                | Lügen und Geheimnisse                                                             |
| 1997 | Helena Bonham Carter | The Wings of the Dove                         | Wings of the Dove – Die Flügel der Taube                                          |
| 1998 | Fernanda Montenegro  | Central do Brasil                             | Central Station                                                                   |
| 1998 | Ally Sheedy          | High Art                                      | High Art                                                                          |
| 1999 | Hilary Swank ¹       | Boys Don't Cry                                | Boys Don’t Cry                                                                    |
| 2000 | Julia Roberts ¹      | Erin Brockovich                               | Erin Brockovich                                                                   |
| 2001 | Sissy Spacek         | In the Bedroom                                | In the Bedroom                                                                    |
| 2002 | Julianne Moore       | Far from Heaven The Hours                     | Dem Himmel so fern The Hours – Von Ewigkeit zu Ewigkeit                           |
| 2003 | Naomi Watts          | 21 Grams                                      | 21 Gramm                                                                          |
| 2004 | Imelda Staunton      | Vera Drake                                    | Vera Drake                                                                        |
| 2005 | Vera Farmiga         | Down to the Bone                              | Down to the Bone                                                                  |
| 2006 | Helen Mirren ¹       | The Queen                                     | Die Queen                                                                         |
| 2007 | Marion Cotillard ¹   | La Môme                                       | La vie en rose                                                                    |
| 2008 | Sally Hawkins        | Happy-Go-Lucky                                | Happy-Go-Lucky                                                                    |
| 2009 | Yolande Moreau       | Séraphine                                     | Séraphine                                                                         |
| 2010 | Kim Hye-ja           | 마더 (Madeo)                                  | Mother                                                                            |
| 2011 | Yoon Jeong-hee       | 시 (Si)                                       | Poetry                                                                            |
| 2012 | Jennifer Lawrence ¹  | Silver Linings Playbook                       | Silver Linings                                                                    |
| 2012 | Emmanuelle Riva      | Amour                                         | Liebe                                                                             |
| 2013 | Cate Blanchett ¹     | Blue Jasmine                                  | Blue Jasmine                                                                      |
| 2013 | Adèle Exarchopoulos  | La Vie d’Adèle – Chapitre 1 & 2               | Blau ist eine warme Farbe                                                         |
| 2014 | Patricia Arquette ²  | Boyhood                                       | Boyhood                                                                           |
| 2015 | Charlotte Rampling   | 45 Years                                      | 45 Years                                                                          |
| 2016 | Isabelle Huppert     | L’avenir Elle                                 | Alles was kommt Elle                                                              |
| 2017 | Sally Hawkins        | The Shape of Water                            | Shape of Water – Das Flüstern des Wassers                                         |
| 2018 | Olivia Colman ¹      | The Favourite                                 | The Favourite – Intrigen und Irrsinn                                              |
| 2019 | Mary Kay Place       | Diane                                         | nicht bekannt                                                                     |
| 2020 | Carey Mulligan       | Promising Young Woman                         | Promising Young Woman                                                             |
| 2021 | Penélope Cruz        | Madres paralelas                              | Parallele Mütter                                                                  |

¹ = Schauspielerinnen, die für ihre Rolle später den Oscar als Beste Hauptdarstellerin des Jahres gewannen

² = Schauspielerinnen, die für ihre Rolle später den Oscar als Beste Nebendarstellerin des Jahres gewannen

## Zweitplatzierte Darstellerinnen
1. ↑  2004 belegte Julie Delpy für Before Sunset einen zweiten Platz
2. ↑  2005 belegte Judi Dench für Lady Henderson präsentiert (Mrs. Henderson Presents) einen zweiten Platz
3. ↑  2006 belegte Penélope Cruz für Volver – Zurückkehren (Volver) einen zweiten Platz
4. ↑  2007 belegte Anamaria Marinca für 4 Monate, 3 Wochen und 2 Tage (4 luni, 3 săptămâni și 2 zile) einen zweiten Platz
5. ↑  2008 belegte Melissa Leo für Frozen River einen zweiten Platz
6. ↑  2009 belegte Carey Mulligan für An Education einen zweiten Platz
7. ↑  2010 belegte Jennifer Lawrence für Winter’s Bone einen zweiten Platz
8. ↑  2011 belegte Kirsten Dunst für Melancholia einen zweiten Platz
9. ↑  2014 belegte die spätere Oscar-Preisträgerin Julianne Moore für Still Alice – Mein Leben ohne Gestern einen zweiten Platz
10. ↑  2015 belegte Saoirse Ronan für Brooklyn – Eine Liebe zwischen zwei Welten einen zweiten Platz
11. ↑  2016 belegte Rebecca Hall für Christine einen zweiten Platz
12. ↑  2017 belegte die spätere Oscar-Preisträgerin Frances McDormand für Three Billboards Outside Ebbing, Missouri einen zweiten Platz
13. ↑  2018 belegte Toni Collette für Hereditary – Das Vermächtnis einen zweiten Platz
14. ↑  2019 belegte Lupita Nyong’o für Wir einen zweiten Platz
15. ↑  2020 belegte Viola Davis für Ma Rainey’s Black Bottom einen zweiten Platz
16. ↑  2021 belegte Renate Reinsve für Der schlimmste Mensch der Welt einen zweiten Platz